# Charmosyna margarethae
El lori de Margarita (Charmosyna margarethae) es una especie de ave psitaciforme de la familia Psittaculidae, endémica del archipiélago de las islas Salomón.

## Descripción
El lori de Margarita mide alrededor de 20 cm de largo. Su plumaje es principalmente rojo. Presenta una mancha negruzca en la parte posterior del píleo. Su espalda y alas son de color verde. Tiene una banda amarilla ancha que atraviesa su pecho y que se prolonga mucho más fina por la parte superior de su manto. La banda amarilla puede estar bordeada en la parte superior por una línea negruzca. Las plumas de la parte inferior de su cola son amarillas y asoman sus puntas por la parte superior. Su pico es anaranjado. Las hembras tienen un aspecto similar a los machos pero presentan manchas amarillas en los laterales del obispillo.

## Distribución y hábitat
Se encuentra en las selvas de gran parte de las islas del archipiélago: Bougainville (Papúa Nueva Guinea) y Guadalcanal, Santa Isabel, Makira, Malaita, Kolombangara y Gizo (pertenecientes a Islas Salomón). Está amenazado por la pérdida de hábitat.